# سوبركاليفراجيليستيسإكسبيادوشيوس
سوبركاليفراجيليستكإكسبياليدوشيوس (بالإنجليزية: Supercalifragilisticexpialidocious)‏ هي كلمة إنجليزية لأغنية تحمل نفس العنوان من فيلم ديزني الموسيقي ماري بوبينز. الأغنية من تأليف الأخوين شيرمان، وغناء جولي آندروز، وديك فان دايك. كما ظهرت في مرحلة نسخة إصدار مارى بوبينز.
Supercalifragilisticexpialidocious/سوبركاليفراجيليستيكإكسبيالدوشيوس تعني (Fantastic)أي فائق الروعة.
وتعتبر الفترة المحددة في عام 1910 منذ عرض فيلم ماري بوبينس، هي الفترة التي طلبت الأغاني ذات الصوت الرنان وكانت أصوات Supercalifragilisticexpialidocious تشبه أغاني قاعة الموسيقى المعاصرة مثل (Boiled Beef and Carrot)و (Any Old Iron).

## الأصل
وفقا لما قاله مؤلّفا الأغنية ريتشارد شيرمان وشقيقه روبرت أ. شيرمان، فهما ابتكرا هذه الكلمة خلال أسبوعين، عن طريق الحديث المشترك بينهما.
ولقد تم تعريف أصل هذه الكلمة على النحو التالي: superبمعنى «فوق»، و cali بمعنى، «الجمال»، fragilisticبمعنى - «حساسة»، expialiبمعنى - «للتكفير»، وdocious بمعنى- «قابل للتعليم»، وغالبا ما تدل هذه الأجزاء على المعنى الأتى «التكفير قابل للتعليم عن طريق الجمال المرهف».على الرغم من أن محتوى الكلمة يمكن التعرف عليه في المقاطع الإنجليزية، فإنه لا يتبع قواعد مورفولوجيا الإنجليزية ككل.فالمقطع istic يعتبر لاحقة باللغة الأنجليزية في حين أن المقطع ex عادة ما يكون بادئة لذا فان قواعد الأنجليزية المورفولوجية العادية، ستمثلها في كلمتين: supercalifragilistic وexpialidocious.وأيضا النطق يميل إلى جعلها كلمتين لأن حرف ال (c)عادة لايشبه حرف (k)عندما يأتي بعده أحد الأحرف التالية (e,i,y)
وفقا لفيلم والت ديزني عام 1964، والذي عرف بـ«ما تقوله عندما تكون لا تعرف ما تقوله».
وفي فيلم الوحش الأبدي عام 1942 من إخراج جون براهم، وشخصية روب كورتيس (الذي قام بها جيمس إليسون) والذي يقول عن شخصية كريستي "، وقد أعربت عن فرط supercalifragilis وأستمر في تعريف الكلمة باسم "حدس الإناث".وهذا المقطع لم يظهر في الرواية عام 1936 بواسطة جيسي دوغلاس كيرويشولقد كتب السيناريو كلا من ليلي ومايكل هيوارد جاكوبي.

## قصة السياق
حدثت الأغنية في نزهة الصور المتحركة لرسم الطباشير، بعد فوز ماري بوبينس في سباق الخيل.مطاردة مع انتصارها، حاوطها المراسلين على الفور الذين غمروها بوابل من الأسئلة حول المسائل الرئيسية وعلقوا على أنها ربما كانت حائرة في البحث على الكلمات اعترضت مارى، قائلة بأن كلمة واحدة هي المناسبة لهذا الموقف، وبدأت الأغنية.

## الإجراءات القانونية
في عام 1965، كانت الأغنية موضوعا لدعوى قضائية غير ناجحة من كتاب الأغاني غلوريا باركر وبارني يونغ ضد العجائب والموسيقى، والذين ساهموا في إصدار أغنية من فيلم والت ديزني. [8] وزعم المدعون انه كان تعدي على حق المؤلف لعام 1951 عن تسميتهم الخاصة بأغنية Supercalafajalistickespeealadojusالمعروف أيضا باسم سوبر الأغنية Supercalafajalistickespeealadojus، والتي تم تسجيلها بواسطة الآن هولمز والذي له نغمات جديدة على الوثائق الكولومبيا، وعدل الصوت كلا من هال مركيز وهولمز مين، والموسيقى والكلمات بقلم باتريشيا سميث وهو الاسم المستعار لغلوريا باركر.بالإضافة إلى ذلك، تم تسجيلها أيضا في سجلات جلورو بواسطة الفرسان العرب.
وفاز ناشرين ديزني بالدعوى جزئيا بسبب الإفادات التي أسفرت عن أن «متغيرات الكلمة كانت معروفة (...)قبل عدة سنوات سابقة لعام 1949.»

## في برودواي
في الجهة الغربية وبرودواي الموسيقية قام كلا من، جين وماري بوبينس ومايكل بانكس بزيارة متجر السيدة كوري لشراء 'اوقية (الاونصة) للمحادثة'، ليجدوا أن السيدة كوري قد نفدت من المحادثة.ولكن لديها بعض الأحرف، وكلا من جين ومايكل عصروا على سبعة، ومع مارى اختيار واحد أيضا.وبينما كان بيرت، وماري وبقية طاقم النضال مشغلولين بخلق الكلمات من الحروف 15، ذكرتهم ماري بأنه يمكن دائما استخدام نفس الحرف مرتين، وخلقت الكلمة وأغنية supercalifragilisticexpialidocious. [9]

## في الثقافة الشعبية
- آني (سكارليت جوهانسون)، وهي نفسها مربية أخبرت تلميذها جريار أن (supercalifragilisticexpialidocious)هي أطول كلمة في الأنجليزية في يوميات نانى
- تم غناء غرايم الحديقة على لحن السيمفونية التاسعة لبيتهوفين ونشيد الفرح والنشيد الأوروبى على سيمفونية أنا أسف ليست لدى فكرة وقد تم اذاعتهم على راديو بى بى سى 4
- عندما فاز انفرنيس ثيسل نادي نادي سيلتيك الاسكتلندي في بطولة كأس اسكتلندا 3-1 في فبراير 2000 وقد اخبرت الشمس عن قصة تحت عنوان «سوبر Caley الذهاب البالستية، وسلتيك الإسكتلندي والوحشية».
- وفي حلقة من تقرير كولبيرت الذي بث لأول مرة في 2أكتوبر 2008 والذي أضاف فية مصطلح (supercalifragilisticexpializillion)لوصف المبلغ البديل الذي طلبه وزير خزانة الولايات المتحدة هنرى بولسون لإنقاذ عام 2008 من حدة أزمة الأئتمان 2008
- وكانت الكلمة هي الحل للغز على عجلة الحظ في 1 أبريل، 1997.وكانت الفئة«حقا طويلة العنوان».
- وفي حلقة المعيشة ليلة السبت، كان هناك رسوم تضم صورة ضيفه مولودة تسمى آن هاثاوي ترتدى بعض ملابس مارى بوبينس والتي قالت انها تشرح لجين ومايكل أن "supercalifragilisticexpialidocious" هو مرض نادر ومؤلما في الكبد، والذي يجعل الكبد يتوقف عن إنتاج المادة الصفراء التي يفرزهاوتسبب توقف الجسم نهائيا.وإن (ماري بوبينس) لديها هذا المرض.وتقول أيضا أنه من المرح أن يكون لديهاذلك وأن العدوى منتشرة بين البالغين.
- ومن الشعبي اظهار النائب ديبلى لأنه يكشف عن أن جزءا من اسم النائب هو "supercalifragilisticexpialidocious"
- وفي بيت الفأرفى حلقة «جوفي ليوم»، «حساء أو سلطة، أو البسكويت فرايز» يليها باغنية "Supercalifragilisticexpialidocious".

## وصلات خارجية
- "Supercalifragilisticexpealidocious" في المعاهد الوطنية للصحة، قسم الصحة والخدمات البشرية (معهد علوم الصحة البيئية).(شعر غنائي ومقطع صوت لكويك تايم).
- «ماري بوبينس (1964) في ريل الكلاسيكية؛ ومميزات كليبات وسائل الأعلام المتعددة والمدفوعة بروز ماري بوبينس ل: "Supercalifragilisticexpealidocious!".
- وكروكي ساترداي نايت لايف ماري بوبينس